# Messmittelüberwachung

Ablauf der Messmittelüberwachung

Um eine hohe Qualität von Produkten zu erreichen, müssen Messgeräte in regelmäßigen Abständen überprüft und diese Überprüfung muss bescheinigt werden.
ISO 9000 ff. fordert die Rückführbarkeit für alle Messungen auf nationale Normale. Dieses wird durch die Messmittelüberwachung gemäß dem gezeigten Schema gesichert.
In einem abgestuften System kann von oben nach unten der Aufwand bei den Messmitteln (deren Fehlergrenzen), Laboren und Personalanforderungen vermindert werden.